# Paris-Cambrai
Paris-Cambrai est une ancienne course cycliste française de 200 km environ, organisée de 1913 à 1934 entre la Capitale et la ville de Cambrai située dans le département du Nord, en région Hauts-de-France.

## Palmarès
| Année | Vainqueur           | Deuxième          | Troisième                |
| ----- | ------------------- | ----------------- | ------------------------ |
| 1913  | Félix Goethals      | Sadi Bricout      | Alexandre Delannoy       |
| 1923  | Fernand Lemay       | Félix Goethals    | Armand Charlet           |
| 1924  | Aimé Dossche        | Gaston Rebry      | Omer Vermeulen           |
| 1925  | Adolf Van Bruane    | Omer Mahy         | Léon Martin              |
| 1926  | Jérôme Declercq     | Jean Racine       | Léon Martin ou Omer Mahy |
| 1927  | Jérôme Declercq     | Julien Grujon     | Jules Deloffre           |
| 1928  | Joseph Vanderhaegen | Charles Caroul    | Polydore Goossens        |
| 1929  | Aimé Dossche        | Alfred Hamerlinck | Jérôme Declercq          |
| 1931  | Henri Deudon        | Roger Debruycker  | Léon Robitaille          |
| 1934  | Michel Catteeuw     | Julien Poré       | Maurits Oplinus          |